# Deerlijk
Deerlijk est une commune néerlandophone de Belgique située en Région flamande dans la province de Flandre-Occidentale.
Au 1er janvier 2025, Deerlijk avait une population de 12 690 habitants. Elle couvre une superficie de 16,97 km2, pour une densité de population de 748 habitants/km².

## Géographie
Deerlijk se situe entre Courtrai et Waregem. Le paysage est peu accidenté, l'altitude variant de 14 mètres dans la plaine du Gaver à près de 50 mètres au sud, à Sint-Lodewijk.
La commune se trouve au croisement de deux ruisseaux (Gaverbeek et Slijpbeek), de la route entre Courtrai et Bruxelles, et de l'autoroute E17 Courtrai-Gand.
Deerlijk n'a pas de commune fusionnée, mais comprend au sud le hameau de Sint-Lodewijk. Le centre se situe au nord du ruisseau le Gaver, Sint-Lodewijk au sud.
| #  | Nom           |
| -- | ------------- |
| I  | Deerlijk      |
| II | Sint-Lodewijk |

La commune de Deerlijk jouxte les villages et communes suivants :
| - a. Harelbeke (ville de Harelbeke) - b. Beveren (ville de Waregem) - c. Desselgem (ville de Waregem) - d. Waregem et le hameau de Nieuwenhove (ville de Waregem) |

Deerlijk, quartier et communes voisines. Les zones en jaune représentent les agglomérations.

| - e. Vichte (commune d'Anzegem) - f. Otegem (commune de Zwevegem) - g. Heestert (commune de Zwevegem) - h. Zwevegem (commune de Zwevegem) |

## Héraldique
|  | La commune possède des armoiries qui lui ont été octroyées le 29 juillet 1937. Elles sont dérivées des armoiries de la famille Costere, seigneurs de Deerlijk et sont mentionnées au XVe siècle. Comme e sont les plus ieux seigneurs conus de Deerlijk, le conseil a décidé d'en faire usage commune armoiries communales. Elles sont inspirées d'unegravure sur une tombe dans l'église locale. Blasonnement : D'argent à un chevron accompagné de 10 billettes, trois à dextre et trois à senestre,2 et 1 et quatre en pointe,1, 2 et 1, le tout de gueules. - Arrêté royal : 29 juillet 1937 - Moniteur belge : 24 septembre 1937 Source du blasonnement : Heraldy of the World. |

## Démographie

### Évolution démographique
Graphe de l'évolution de la population de la commune.
- Source: DGS , de 1831 à 1981=recensements population; à partir de 1990 = nombre d'habitants chaque 1 janvier[1]

## Histoire

### Premières traces d'habitation

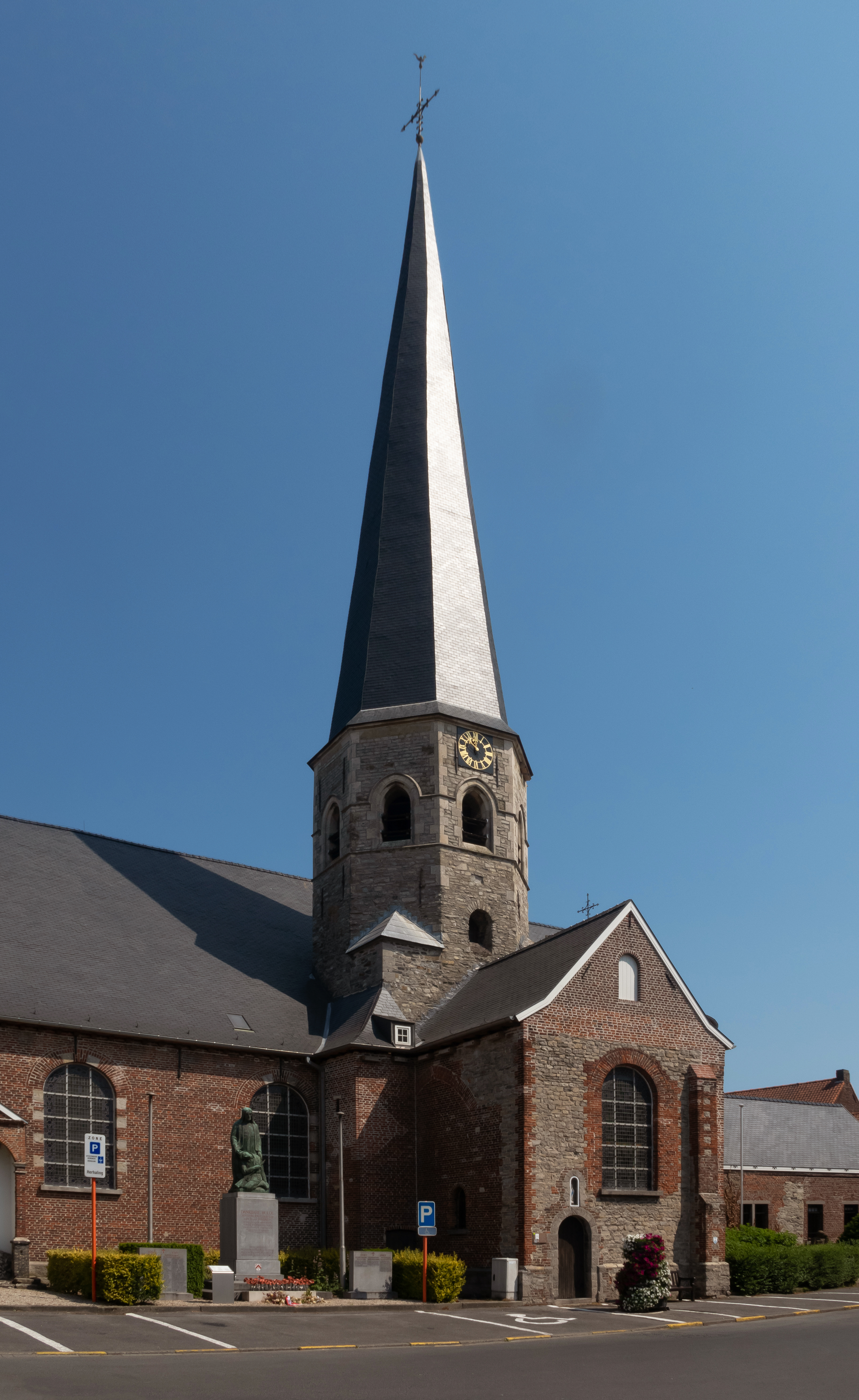
L'église: la Sint-Columbakerk

Les plus anciennes traces d'installation humaine ont été découvertes sur les terrains humides de la plaine du Gaver. À Deerlijk et à Harelbeke, des outils en pierre ayant appartenu à des chasseurs-cueilleurs datant du paléolithique, plus précisément du Tjongérien (env. 7000 av. J.-C.). Différentes découvertes, comme une hache polie et une pointe de flèche, prouvent également la présence d'hommes au néolithique (3000-2000 av. J.-C.). Des traces de l'âge du bronze et de l'âge du fer font encore défaut, bien qu'il soit probable que des hommes furent présents à cette époque, comme tendent à le montrer les découvertes dans les communes environnantes.

### La colonisation romaine
Au centre de Deerlijk, entre l'église et la chapelle du Ruste, se trouvait une colonie gallo-romaine (IIe - IIIe siècle). Des fouilles sur les terrains de l'école primaire (Rijksbasisschool) en 1974, de l'église Sainte-Colombe (en 1977), de la maison de retraite (en 1978) et de la teinturerie Ovelacq (en 1997) mirent au jour des preuves de cette installation, comme des tuiles, des poteries. Un trésor d'environ 45 pièces de monnaie, découvert en 1848 dans le quartier de Belgiek, peut attester de la présence d'une colonie post-romaine ou mérovingienne (IVe siècle. Les découvertes de cette période sont rares dans la région.

### Naissance de Deerlijk
Deux forêts, séparées par le marais du Gaver, recouvraient Deerlijk :
- Au nord, à partir des rues haute et de Waregem jusque Beveren et Desselgem, l'épaisse forêt de Medele (Medelewoud).
- Au sud, des marais du Gaver, la petite forêt du Feret (Feretwoud).

Au Xe siècle, le comte Arnoul Ier de Flandre cède à l'Abbaye Saint-Pierre de Gand de grands terrains de son domaine, dont la forêt de Medele. Durant les siècles suivants, l'abbaye fit déboiser et cultiver la forêt. Cela suscita l'installation de nombreuses fermes à partir desquelles était organisé efficacement le défrichage. Deux d'entre elles subsistent : « het Goed Scaecx te Bruyelstraete » (Desselgemstraat 141) et « het Goed ten Bruyele » (Desselgemstraat 44).
Entre la forêt de Medele et le Gaver se trouvait l'ancienne route de Courtrai à Waregem, qui correspond aujourd'hui à la Kortrijkse Heerweg et aux rues haute (Hoogweg) et de Waregem (Waregemstraat). Sur les anciennes terres asséchées et cultivées longeant cette route apparut au Xe siècle une colonie nommée « Derlike ». Ce petit fief avait sur son territoire une église qui lui permit de devenir une paroisse à part entière.